# Ренцо Де Веки
Ренцо де Веки (на италиански: Renzo De Vecchi, 3 февруари 1894, Милано, Италия – 14 май 1967, Милано, Италия) е италиански футболист и треньор, защитник. Играе за „Дженоа“, и за националния отбор на Италия.

## Клубна кариера
Дебютира през 1909 година за „Милан“, в който играе четири сезона, участва в 64 мача и вкарва 7 гола.
През 1913 година преминава в „Дженоа“, за които играе 16 сезона. За това време става три пъти шампион на Италия. Завършва професионалната си кариера като футболист на „Дженоа“ през 1929 година.

## В националния отбор
Дебютира през 1910 година в официални мачове в състава на националния отбор на Италия. Играе 16 години за „Италия“, изигравайки 43 мача.
В състава на Италия на Олимпиадата през 1912 година в Стокхолм, на Олимпиадата през 1920 година в Антверпен, и също на Олимпиадата през 1924 година в Париж.

## Треньорска кариера
Започва треньорската си кариера още като футболист, през 1927 година, заставайки начело на „Дженоа“, в който работи до 1930 година. Впоследствие застава начело на „Рапало“.
През 1935 година отново е треньор на „Дженоа“, което става и неговото последно треньорско място.
Умира на 14 май 1967 година на 73 години в град Милано.

## Успехи
с „Дженоа“:
- Шампион (3): 1914/15, 1922/23, 1923/24